# ビトラ
ビトラ（マケドニア語:Битола、トルコ語:Manastır、ギリシャ語:Μοναστήρι、アルバニア語:Manastiri）は、北マケドニア共和国南部、ギリシャの国境に程近い都市。オフリドの東45キロメートルに位置する。北マケドニアで2番目もしくは3番目に大きな都市である。

## 歴史
オスマン帝国時代には「マナストゥル」という名で呼ばれており、マケドニア地方ではサロニカなどとともに地域行政の中心地であった。1908年にはアルバニア語表記法の標準化を図るマナスティル会議が開かれた。

## スポーツ
- FKペリステル - サッカークラブ

## 出身者
- カロリーナ・ゴチェヴァ - 歌手。2002年と2007年のユーロビジョン・ソング・コンテストに北マケドニア代表として出場。

## 姉妹都市
- プーシキン、ロシア
- エピナル、フランス
- リエカ、クロアチア
- ブルサ、トルコ
- クラーニ、スロベニア
- ロックデール（en）、オーストラリア
- クレメンチューク、ウクライナ

- プレヴェン、ブルガリア
- ゼムン、セルビア
- カイザースラウテルン、ドイツ
- プリズレン、コソボ
- コルチャ、アルバニア